# Oncicola canis
Espèce
Synonymes
- Echinorhynchus canis Kaupp, 1909 - protonyme

Oncicola canis est une espèce d'acanthocéphales de la famille des Oligacanthorhynchidae. C'est un parasite digestif de fissipèdes néarctiques et néotropicaux, auquel le Tatou à neuf bandes peut servir d'hôte d'attente.